# 2006 en chimie
Cet article présente les faits marquants de l'année 2006 en chimie.

## Évènements
- George L. Kenyon devient président de l'Union internationale de biochimie jusqu'en 2007[1].
- 38ème Olympiades Internationales de Chimie, organisées à Gyeongsan en Corée du Sud du 1er juillet au 11 juillet[2].

## Prix
- Prix Nobel de chimie : Roger Kornberg pour ses travaux sur les bases moléculaires de la transcription chez les eucaryotes[3],[4].
- Prix Wolf de chimie : Ada Yonath et George Feher « pour ses ingénieuses découvertes du mécanisme ribosomique pour la formation de liens peptidiques et du processus primaire de la photosynthèse »[5].
- Prix Procter & Gamble : Alice Gast[6]
- Prix Anselme-Payen : Charles Buchanan[7]
- Médaille Garvan-Olin : Lila Gierasch[8]
- Prix Ernest-Guenther : William H. Fenical[9]
- ACS Award in Pure Chemistry : David R. Liu[10]
- Arthur C. Cope Award : Peter Schultz[11]
- Prix Irving-Langmuir : F. Fleming Crim, Jr.[12]
- Médaille Priestley : Paul S. Anderson[13],[14],[15]
- Médaille Davy : Martin Pope pour son travail pionnier dans le domaine des semi-conducteurs moléculaires qui est maintenant devenu un domaine vaste et important de la science et de la technologie des semi-conducteurs[16],[17].
- Prix Alfred-Bader : Mark Lautens[18]

- Grand prix Pierre-Süe : Maryvonne Hervieu et Claude Michel[19]
- Grand prix Achille-Le-Bel : Charles Mioskowsky[20]
- Médaille William-H.-Nichols : K. Barry Sharpless[21]

## Décès
- 14 mai : Robert Bruce Merrifield (né en 1921), chimiste américain, prix Nobel de chimie en 1984.
- 31 mai : Raymond Davis Jr. (né en 1914 en chimie), chimiste et physicien, Prix Nobel de physique en 2002.
- 6 juin : Camille Sandorfy (né en 1920), chimiste québécois.
- 20 juin : Raymond Daudel (né en 1920), chimiste théorique français.
- 1er août : Vincent Dole (né en 1913), biochimiste américain.
- 28 août : Edgar Heilbronner (né en 1921), chimiste germano-suisse.
- 4 novembre : Guy Ourisson (né en 1926), chimiste français.
- Élly Agallídis (née en 1914), physicienne-chimiste grecque et l'une des premières femmes en Grèce à obtenir un doctorat dans ce domaine[22].